# Marcel Lequesne
Marcel Lequesne  (Oissel, 1911. január 31. – Le Mesnil-Esnard, 2007. április 26.) francia nemzetközi labdarúgó-játékvezető.

## Pályafutása

### Nemzeti kupamérkőzések
Vezetett Kupa-döntők száma: 1.

#### Francia Kupa
| Időpont         | Helyszín                         | Mérkőzés típusa | Mérkőzés                      | Eredmény | Nézők száma |
| --------------- | -------------------------------- | --------------- | ----------------------------- | -------- | ----------- |
| 1960. május 15. | Yves-du-Manoir Stadion, Colombes | döntő           | AS Monaco FC–AS Saint-Étienne | 4 : 2    | 38 298      |

### Nemzetközi játékvezetés
A Francia labdarúgó-szövetség Játékvezető Bizottsága (JB) terjesztette fel nemzetközi játékvezetőnek, a Nemzetközi Labdarúgó-szövetség (FIFA) 1957-től tartotta nyilván bírói keretében. Több nemzetek közötti válogatott és klubmérkőzést vezetett, vagy működő társának partbíróként segített. A francia nemzetközi játékvezetők rangsorában, a világbajnokság-Európa-bajnokság sorrendjében többedmagával a 33. helyet foglalja el 1 találkozó szolgálatával.
Az aktív nemzetközi játékvezetéstől 1961-ben a FIFA 45 éves korhatárát elérve búcsúzott. Válogatott mérkőzéseinek száma: 5.

#### Világbajnokság
A világbajnoki döntőhöz vezető úton Svédországba a VI., az 1958-as labdarúgó-világbajnokságra a FIFA JB bíróként alkalmazta.
| Időpont          | Helyszín                    | Mérkőzés típusa           | Mérkőzés                  | Eredmény | Nézők száma |
| ---------------- | --------------------------- | ------------------------- | ------------------------- | -------- | ----------- |
| 1957. január 16. | Alvalade Stadion, Lisszabon | előselejtező (8. csoport) | Portugália–Észak-Írország | 1 : 1    | 30 000      |

#### Brit Bajnokság
1882-ben az Egyesült Királyság brit tagállamainak négy szövetség úgy döntött, hogy létrehoznak egy évente megrendezésre kerülő bajnokságot egymás között. Az utolsó bajnoki idényt 1983-ban tartották meg.
| Időpont           | Helyszín                | Mérkőzés típusa | Mérkőzés      | Eredmény |
| ----------------- | ----------------------- | --------------- | ------------- | -------- |
| 1961. április 15. | Wembley Stadion, London | csoportmérkőzés | Anglia–Skócia | 9 : 3    |

## Magyar vonatkozás
| Időpont              | Helyszín             | Mérkőzés típusa          | Mérkőzés                 | Eredmény | Nézők száma |
| -------------------- | -------------------- | ------------------------ | ------------------------ | -------- | ----------- |
| 1957. szeptember 22. | Népstadion, Budapest | 339. válogatott mérkőzés | Magyarország–Szovjetunió | 1 : 2    | 91 000      |